# 长苞紫茎
长苞紫茎（学名：Stewartia longibracteata）为山茶科紫茎属下的一个种。

## 扩展阅读
- 維基物種上的相關：长苞紫茎